# Bultsbols missionshus
Bultsbols missionshus är en kyrkobyggnad i Ödeshög. Missionshuset tillhör Bultsbols missionsförsamling som är ansluten till Svenska Alliansmissionen och Svenska Missionsförbundet.

## Instrument
I kyrkan finns ett harmonium, elorgel och piano.